# Holitscher Fülöp
Holitscher Fülöp (Philipp Holitscher, Buda, 1822. augusztus 19. – Budapest, 1904. október 3.) földbirtokos, író.

## Élete
Budán született, ahol apja gyártulajdonos volt. Szülei a kereskedői pályára szánták fiukat, azért Bécsbe küldték, ahol a kereskedelmi iskolában az ahhoz szükséges ismereteket megszerezte; azután egy ottani kereskedőháznál gyakornok lett. 1842-ben atyja üzletébe vette, s utóbb üzlettársa lett, halála után pedig cégvezető; több nagyobb iparvállalat tulajdonosa s részese, ezenkívül a királyi váltótörvényszék ülnöke volt. Az 1870-es években egészsége meggyengülvén, az üzlettől visszavonult birtokára Alagra, ahol mezei gazdálkodással és az irodalommal foglalkozott. Télen általában Budapesten tartózkodott.
Irodalmi működése, míg kereskedő volt, a nemzetgazdászatra szorítkozott és Fidelius álnév alatt írt; állandó levelezője volt a hazai s külföldi szaklapoknak, többi közt tárcákat írt a Pester Lloydnak is.

## Munkái
- Die österr. Nationalbank und ihr Einfluss auf die wirthschaftlichen Verhältnisse der Monarchie von Fidelius. Bécs, 1875 (Lónyay Menyhért, Bankügyről, Budapest, 1875 c. munkájában 579. l. elismerőleg nyilatkozik e műről)
- Im Banne Fortuna's. Roman. Budapest, 1882
- Erzählungen. Budapest, 1884
- Gedanken und Gestalten. Dichtungen, Wrocław, 1887
- Krone und Leyer. Drama in fünf Aufzügen. Wrocław, 1888
- Skanderbeg. Drama ín 4 Aufzügen. Wrocław, 1890
- Carols Weltreisen und Abentheuer. Ein Märchen für die reifere Jugend. Illustrirt von H. Strake. Stuttgart (1891, színes képekkel)
- Der letzte König von Polen. Drama in 5 Aufzügen. Stuttgart (1893)
- Splitter und Balken. Dichtungen. Stuttgart, 1895
- Die tolle Martha. Drama in einem Akt. Stuttgart, 1895
- Neues Leben. Traumgebilde, in 3 Akten. Stuttgart, 1895

Megjegyzendő, hogy munkáinak tárgyát részben a magyar életből és történelemből vette s drámáit versben írta.